# El viaje a ninguna parte (pel·lícula)
El viaje a ninguna parte és una pel·lícula espanyola de 1986 dirigida per Fernando Fernán Gómez i basada en la novel·la homònima de la qual és autor.

## Argument
La pel·lícula narra la història d'un grup de còmics, la història dels seus amors i els seus desamors, dels seus desitjos i les seves frustracions.
Al llarg del viatge el treball s'entremescla amb l'amor, els problemes econòmics amb els familiars, la fam amb el triomf somiat. El personatge central, Carlos Galván, és fill del primer actor i director de la companyia, Don Arturo. I és pare de Carlitos, el noi que no vol ser còmic. Tant Carlos com Don Arturo intentaran convèncer Carlitos que es quedi en la companyia.
Mentrestant, en la postguerra espanyola, el miracle cinematogràfic va arribant a les ciutats i fins i tot als pobles, i la gent ja no vol veure teatre, la qual cosa fa incert el futur de la companyia. Carlos, a poc a poc, és abandonat pels seus companys i es veurà obligat a buscar-se un futur en la capital.

## Fitxa artística
- José Sacristán (Carlos Galván)
- Laura del Sol (Juanita Plaza)
- Juan Diego (Sergio Maldonado)
- María Luisa Ponte (Julia Iniesta)
- Gabino Diego (Carlos Piñeiro)
- Nuria Gallardo (Rosita del Valle)
- Fernando Fernán Gómez (Don Arturo)
- Queta Claver (Doña Leonor)
- Emma Cohen (Sor Martirio)
- Agustín González (Zacarías Carpintero)
- Carlos Lemos (Daniel Otero)
- Miguel Rellán (Dr. Arencibia)
- Simón Andreu (Solís)
- José María Caffarel
- Carmelo Gómez
- Tina Sáinz
- Nacho Martínez
- Mónica Molina
- Cándida Losada
- Antonio Gamero
- Helena Fernán Gómez

Fernando Fernán Gómez té el privilegi d'haver escrit la novel·la, dirigir, actuar i signar el guió de la pel·lícula. Una labor reconeguda àmpliament en la 1a edició dels Premis Goya.
Entre altres localitzacions, el film va ser parcialment rodat en la localitat castellana de Palazuelos (Guadalajara) i en la petita localitat d'Arisgotas (Toledo), en la seva plaça Major i als carrers limítrofs. A més, a Orgaz (Toledo) també es va rodar uns minuts del metratge. Hi ha imatges d'Ayllón (Segòvia).
La crítica ha valorat la pel·lícula com la que millor ha retratat les gires dels cómicos de la legua.
La pel·lícula de 2010 Pájaros de papel, dirigida per Emilio Aragón Álvarez, té un argument similar.

## Palmarès cinematogràfic
I edició dels Premis Goya
| Categoria                        | Persona                | Resultat   |
| -------------------------------- | ---------------------- | ---------- |
| Millor pel·lícula                | Millor pel·lícula      | Guanyadora |
| Millor director                  | Fernando Fernán Gómez  | Guanyador  |
| Millor guió                      | Fernando Fernán Gómez  | Ganador    |
| Millor muntatge                  | Pablo González del Amo | Candidat   |
| Millor maquillatge i perruqueria | José Antonio Sánchez   | Candidat   |

Fotogramas de Plata 1986
| Categoria              | Persona                          | Resultat           |
| ---------------------- | -------------------------------- | ------------------ |
| Millor actor de cinema | Fernando Fernán Gómez Juan Diego | Guanyador Candidat |

Altres
- Premi Sant Jordi a la millor pel·lícula espanyola.[2]